# Гнилуша (Семилукский район)
Гнилуша — село в Семилукском районе Воронежской области.
Входит в состав Гнилушанского сельского поселения.

## География
Находится примерно в 50 км от районного центра (город Семилуки) и расположено на холмах.
По селу протекает одноимённая река. При движении на Нижнюю Ведугу можно обнаружить несколько небольших прудов.

### Улицы
| - ул. Дачная, - ул. Дорожная, - ул. Заречная, - ул. Луговая, - ул. Покровская, - ул. Полевая, | - ул. Речная, - ул. Тенистая, - ул. Хуторская, - ул. Центральная, - ул. Ююкина, - ул. Ягодная, | - пер. Мостовой, - пер. Репный, - пер. Солнечный. |

## История
Административно входило в состав Землянского уезда Воронежской губернии.
В селе родился Герой Советского Союза Николай Свиридов, а также выдающийся летчик, кавалер Ордена Ленина, Михаил Ююкин.

## Население
| 1859 | 2005 | 2010 |
| ---- | ---- | ---- |
| 414  | ↗502 | ↘444 |

## Инфраструктура
Особенность села — разбросанность на относительно большой площади при низкой численности населения.